# Абасов, Ариф Микаэлович
Ари́ф Микаэ́лович Аба́сов (Абба́сов) (азерб. Arif Mikayıl oğlu Abbasov; 23 июля 1945, Баку — 14 июня 2009, Находка, Приморский край) — советский футболист, советский и российский общественный и спортивный деятель, педагог, заслуженный работник физической культуры Российской Федерации (1997).

## Биография
Воспитанник бакинского «Нефтяника». Приехал в Томск в 17-летнем возрасте. С 1964 по 1974 годы играл за томское «Торпедо». Окончил факультет физического воспитания Томского государственного педагогического института в 1975 году.
Рано закончив карьеру, Абасов сосредоточился на судействе. Позже перешёл на инспектирование матчей чемпионатов России, совмещая его с председательством в томской областной федерации футбола. Один из организаторов самого массового турнира в России — турнира телекомпании ТВ2 по зимнему футболу.
Скоропостижно скончался перед матчем «Океан» — «Смена» Комсомольск-на-Амуре, на который он прибыл в качестве инспектора.

## Достижения

### Командные
- Чемпион СССР среди школьников в составе сборной Азербайджанской ССР: 1961
- Серебряный призёр всесоюзных юношеских соревнований: 1961

### Личные
- Один из лучших бомбардиров в истории томской профессиональной команды: 53 мяча
- Входил в десятку лучших арбитров РСФСР: 1983
- Обладатель звания «Отличник физической культуры»: 1990

## Память
5 октября 2014 года в Томске, на углу пятиэтажного дома по улице Белинского 30, напротив футбольного клуба «Томь», состоялось торжественное открытие мемориальной доски Арифа Абасова. Мемориальная доска стала первой в городе, открытой в память о футболисте и тренере.